# Ybor City

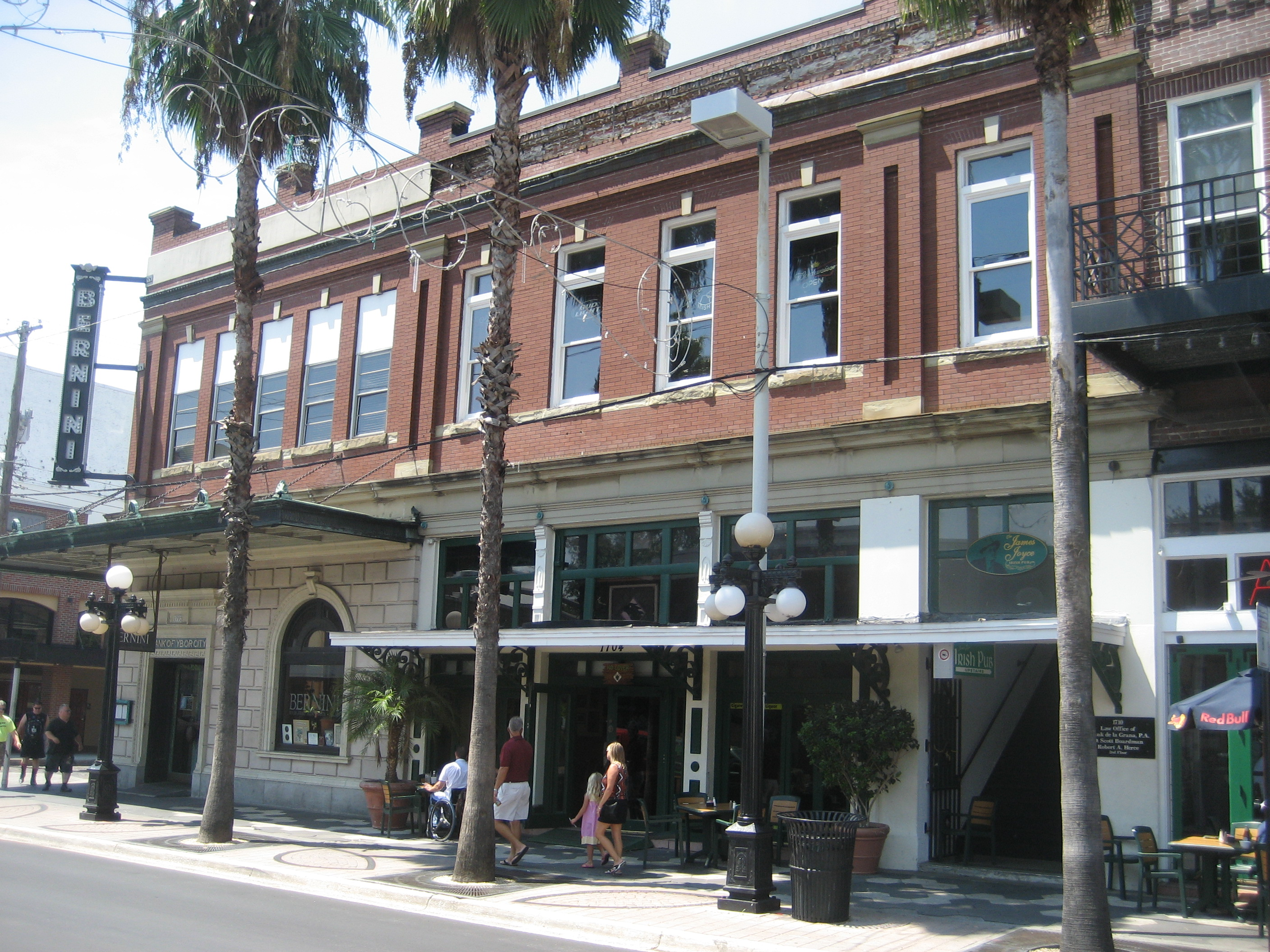
La 7e Rue, Ybor City

Ybor City est un quartier historique de la ville de Tampa, en Floride (États-Unis). Il se trouve juste au nord-est du centre. Il fut fondé dans les années 1880 par des fabricants de cigares et fut peuplé par des immigrants venus essentiellement d'Espagne, de Cuba et d'Italie. Pendant près d'un demi-siècle, les ouvriers d'Ybor City ont fabriqué dans différentes manufactures du quartier des millions de cigares chaque année. Après la Seconde Guerre mondiale, Ybor City fut peu à peu délaissé et quitté par ses habitants. Mais depuis quelque temps, une partie du quartier a été rénovée et plusieurs bâtiments reconvertis en lieux de loisirs et de night clubs. Il a été classé National Historic Landmark District, et plusieurs infrastructures ont été inscrites sur le Registre national des lieux historiques. 